# Shirley Knight
Pour les articles homonymes, voir Knight.
Shirley Knight, est une actrice américaine née Shirley Knight Hopkins, le 5 juillet 1936 à Goessel (Kansas) et morte le 22 avril 2020 à San Marcos (Texas).

## Biographie

### Enfance
Shirley Knight est née à Goessel au Kansas, de Virginia (née Webster) et de Noel Johnson Knight, cadre d'une compagnie pétrolière. Elle a passé sa petite enfance à Mitchell, au Kansas, et a ensuite vécu à Lyons, au Kansas, où elle a obtenu son diplôme d'études secondaires. Elle a commencé à étudier pour devenir chanteuse d'opéra à l'âge de 11 ans.

### Carrière
À l'âge de 14 ans, elle a écrit une nouvelle qui a été publiée dans un magazine national. Knight a ensuite fréquenté l'Université Phillips et l'Université d'État de Wichita. Après des études à la Pasadena Theatre School, elle a commencé sa carrière cinématographique en 1959. Elle est ensuite allée à New York et a commencé sa carrière théâtrale. Elle s'est formée au théâtre avec Jeff Corey, Erwin Piscator, Lee Strasberg et Uta Hagen au HB Studio.

### Décès
Shirley Knight meurt de causes naturelles le 22 avril 2020 au domicile de sa fille à San Marcos au Texas. Elle avait 83 ans.

### Famille
Shirley Knight a eu comme époux Gene Persson (de 1959 à 1969) puis John Hopkins (de 1970 à 1998). Ses enfants sont Kaitlin Hopkins (actrice) et Sophie Hopkins (scénariste).

## Filmographie

### Cinéma
- 1955 : Picnic : Bit part
- 1959 : Five Gates to Hell : Sister Maria
- 1960 : Les Aventuriers (Ice Palace) de Vincent Sherman : Grace Kennedy
- 1960 : Ombre sur notre amour (The Dark at the Top of the Stairs) de Delbert Mann : Reenie Flood
- 1962 : The Couch : Terry
- 1962 : Doux oiseau de jeunesse (Sweet Bird of Youth) : Heavenly Finley
- 1962 : House of Women : Erica Hayden
- 1964 : Les Trois Soldats de l'aventure (Flight from Ashiya) : Caroline Gordon / Stevenson
- 1966 : Le Groupe (The Group) : Polly Andrews
- 1967 : Dutchman : Lula
- 1968 : Petulia : Polo
- 1969 : Les Gens de la pluie (The Rain People) : Natalie Ravenna
- 1971 : Secrets (en) : Beatrice
- 1974 : Terreur sur le Britannic (Juggernaut) : Barbara Banister
- 1979 : Le Dernier Secret du Poseidon (Beyond the Poseidon Adventure) : Hannah Meredith
- 1981 : Prisoners : Virginia
- 1981 : Un amour infini (Endless Love) de Franco Zeffirelli : Ann Butterfield
- 1982 : Rêves sanglants (The Sender) : Jerolyn
- 1985 : Commando Mengele d'Andrea Bianchi et Jesús Franco : Sarah
- 1994 : The Secret Life of Houses : Aunt Fergie
- 1994 : Benders : Donna
- 1994 : Color of Night : Edith Niedelmeyer
- 1994 : Death In Venice, CA : Mona Dickens
- 1995 : Stuart sauve sa famille (Stuart Saves His Family) : Mom Smalley
- 1996 : Diabolique : Edie Danziger
- 1996 : Somebody Is Waiting : Irma Cill
- 1997 : Little Boy Blue : Doris Knight
- 1997 : Pour le pire et pour le meilleur (As Good as It Gets) : Beverly Connelly
- 1998 : The Man Who Counted : Grace Postlewait
- 2000 : 75 Degrees in July : Jo Beth Anderson
- 2001 : Le Centre du Monde (The Center of the World)
- 2001 : Angel Eyes de Luis Mandoki : Elanora Davis
- 2002 : Salton Sea (The Salton Sea) de D. J. Caruso : Nancy Plummer
- 2002 : P.S. Your Cat Is Dead : Aunt Claire
- 2002 : Les Divins Secrets (Divine Secrets of the Ya-Ya Sisterhood) : Necie Rose Kelleher
- 2003 : Fly Cherry : Miss Christina
- 2003 : A House on a Hill : Mercedes Mayfield
- 2005 : Thanks to Gravity : Lea
- 2005 : Open Window : Ann
- 2005 : Sexual Life : Joanna
- 2005 : To Lie in Green Pastures : Peggy
- 2005 : Locked In : Marianne
- 2006 : Grandma's Boy : Bea
- 2009 : Les Vies privées de Pippa Lee
- 2011 : Elevator de Stig Svendsen : Jane
- 2014 : Mercy de Peter Cornwell : Mémé

### Télévision

#### Séries télévisées
- 1958 : Buckskin : Mrs. Newcomb
- 1965 : Le Virginien (Série TV) : saison 3, épisode 20 (Lost Yesterday ) : Clara
- 1967 : Les Envahisseurs (The Invaders) (Série TV) : saison 2, épisode 3 (Les Espions (The Watchers) ) : Maggie
- 1968 : Majesty : Emily
- 1973 : Ghost Story : Beth
- 1991 : Shadow of a Doubt : Mrs. Potter
- 1991 : New York, police judiciaire (saison 2, épisode 2) : Melanie Cullen
- 1993 : Angel Falls (en) : Edie Wren Cox
- 2001 : New York, unité spéciale (saison 3, épisode 1) : Dr Warton
- 2003 : New York, unité spéciale (saison 5, épisode 1) : Rose Granville
- 2005 : Dr House : Georgia Adams (saison 1, épisode 8)
- 2005-2007 : Desperate Housewives : Phyllis Van De Kamp

#### Téléfilms
- 1967 : La Course à la vérité (The Outsider) : Peggy Leydon
- 1968 : Ombre sur Elveron (Shadow Over Elveron) : Joanne Tregaskis
- 1968 : The Counterfeit Killer : Angie Peterson
- 1973 : The Lie
- 1974 : The Country Girl : Georgie Elgin
- 1975 : Friendly Persuasion : Eliza Birdwell
- 1975 : Medical Story : Phyllis Lenahan
- 1976 : Les 21 heures de Munich : Annaliese Graese
- 1976 : Return to Earth : Joan Aldrin
- 1978 : The Defection of Simas Kudirka (en) : Genna Kudirka
- 1979 : Champions: A Love Story : Barbara Harlich
- 1980 : Sursis pour l'orchestre (Playing for Time) : Frau Lagerfuhrerin Maria Mandel
- 1984 : With Intent to Kill : Edna Reinecker
- 1984 : Sweet Scent of Death : Ann Denver
- 1987 : Billionaire Boys Club : Joe Hunt's mother
- 1991 : Bump in the Night : Katie
- 1991 : To Save a Child : Rinda
- 1993 : When Love Kills: The Seduction of John Hearn : Edna Larson
- 1993 : La Justice du désespoir (A Mother's Revenge) : Bess Warden
- 1994 : Hoggs' Heaven : Mom
- 1994 : Baby Brokers : Sylvia
- 1994 : La Victoire d'une mère (The Yarn Princess) : Esther
- 1994 : A Part of the Family : Martha
- 1995 : Papa, l'ange et moi (Dad, the Angel & Me) : Betty
- 1995 : Fudge-A-Mania : Mrs. A
- 1995 : La Croisée des destins (Children of the Dust) : Aunt Bertha
- 1995 : Le Silence des innocents (Indictment: The McMartin Trial) : Peggy Buckey
- 1996 : Stolen Memories: Secrets from the Rose Garden : Sally Ann
- 1996 : En souvenir de Caroline (A Promise to Carolyn) : Jolene Maggart
- 1996 : Si les murs racontaient... (If These Walls Could Talk) : Mary Donnelly (segment "1952")
- 1996 : Mary et Tim (Mary & Tim) : Esther Melville
- 1996 : Hantée (en) (The Uninvited)  : Delia
- 1996 : Dying to Be Perfect: The Ellen Hart Pena Story : Joan Hart
- 1997 : Convictions : Margaret
- 1998 : The Wedding : Gram (Miss Caroline)
- 1998 : A Father for Brittany : Donna Minkowitz
- 1998 : Maggie Winters ("Maggie Winters") : Estelle Winters
- 1998 : A Marriage of Convenience : Harriet Winslow
- 2001 : Un été en Louisiane (My Louisiana Sky) : Jewel
- 2002 : Shadow Realm : Mrs. Finch
- 2003 : Mrs. Ashboro's Cat : Mrs. Ashboro

## Récompenses
- Shirley Knight est nommée pour l'Oscar de la meilleure actrice dans un second rôle pour son rôle de Heavenly Finley dans Doux oiseau de jeunesse (Sweet Bird of Youth)
- Elle remporte la Coupe Volpi pour la meilleure interprétation féminine  pour Dutchman lors de la Mostra de Venise 1967
- Elle remporte le Golden Globe de la meilleure actrice dans un second rôle dans une série, une mini-série ou un téléfilm en 1996 pour son rôle dans Le Silence des innocents

## Voix françaises
- Marion Game dans Desperate Housewives